# Бушардон, Жан-Батист
Жан-Бати́ст Бушардо́н (фр. Jean-Baptiste Bouchardon; 16 мая 1667 года, Сен-Дидьер-ан-Веле — 17 января 1742 года, Шомон) — французский скульптор и архитектор XVIII века.

## Биография
Жан-Батист был сыном торговца Антуана Бушардона и его супруги Габриэль Тринке. Получил профессиональное образование в Лионе, работал преимущественно в Шомоне.
В 1692 году женился на Анн Шере, которая родила ему 16 детей. Трое его сыновей пошли по его стопам: Эдме, Жак-Филипп и Жакетт.

## Галерея

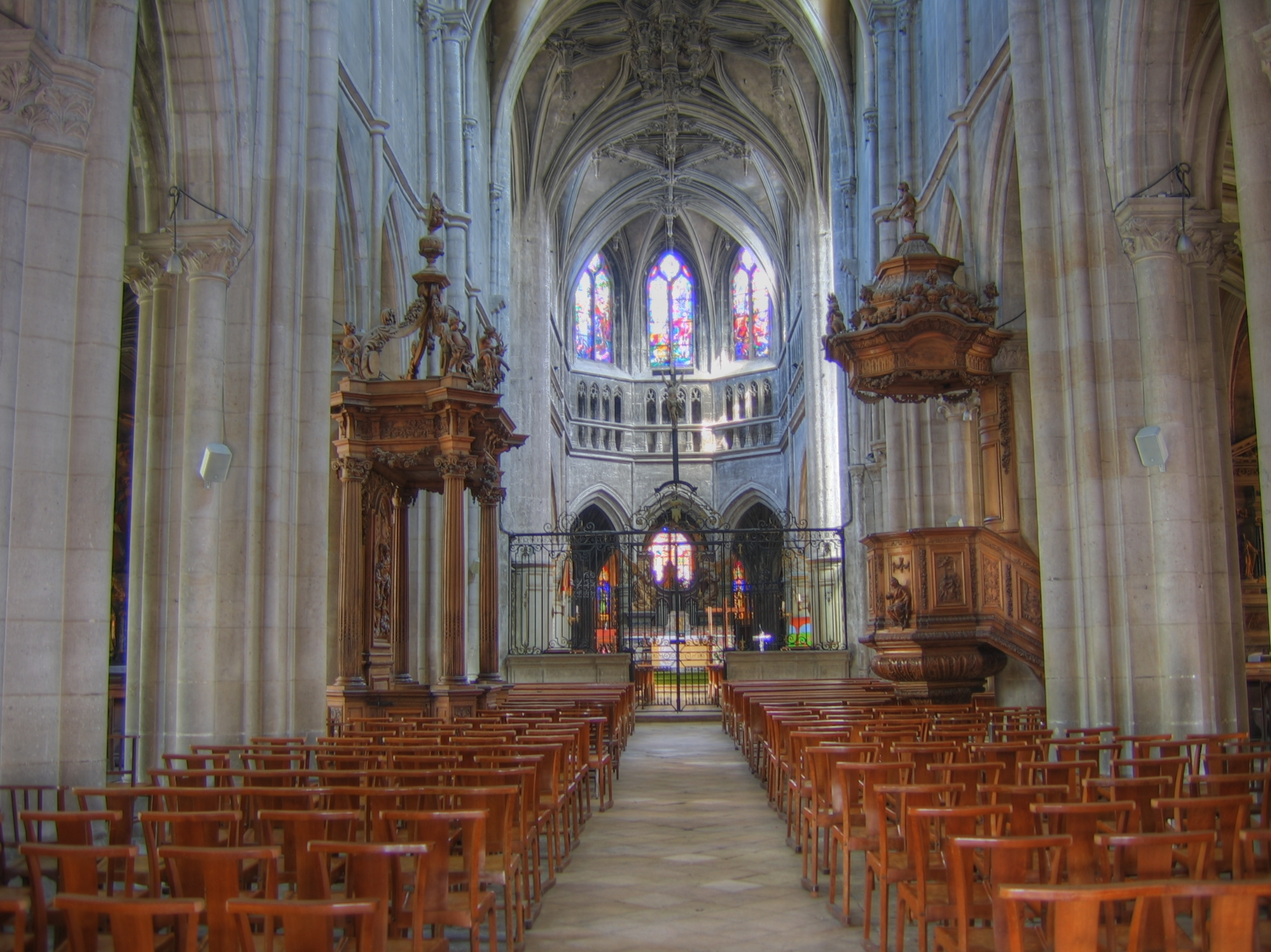
Скульптор работал над внутренним убранством базилики Иоанна Крестителя в Шомоне
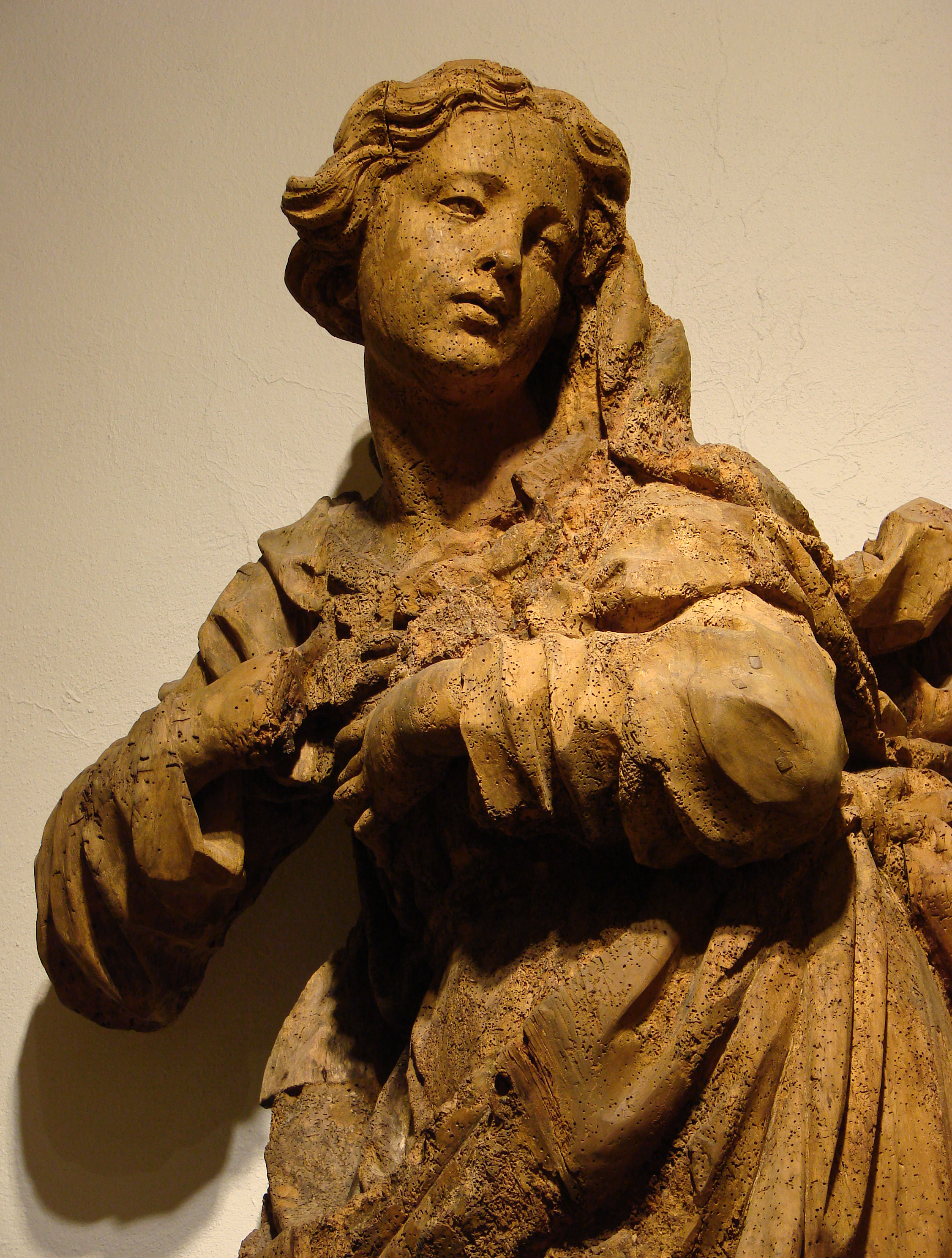
Дева Мария (скульптура из дерева, музей в Шомоне)